# Martin Uhlíř (novinář)
Martin Uhlíř (* 1967) je český novinář a spisovatel.
V letech 1997–2004 pracoval jako redaktor Lidových novin; poté pobýval rok na studiích na Massachusettském technologickém institutu v USA, od roku 2006 je člen redakce Respektu, kde publikuje články většinou z oblasti vědy a technologií.
V roce 2007 vydal populárně-naučnou knihu Jak jsme se stali lidmi o evoluci hominidů a roku 2021 románovou prvotinu Sestry